# Туриця
Тури́ця — село у колишньому Перечинському районі (з 2020 р.  - Ужгородський район) Закарпатської області, України. Населення становить 1098 осіб (за переписом 2001 року). Герб села є промовистим.
Після 2020 року село Туриця входить у Тур'я-реметівську об'єднану сільську громаду. 

## Географія
Село розташоване у центрі колишнього Перечинського району, за 9,5 кілометра від  м. Перечин. Село лежить у Тур'янській долині, між горами Гораїць та Кичурка, вздовж річки Турички.
| Клімат Туриці           | Клімат Туриці | Клімат Туриці | Клімат Туриці | Клімат Туриці | Клімат Туриці | Клімат Туриці | Клімат Туриці | Клімат Туриці | Клімат Туриці | Клімат Туриці | Клімат Туриці | Клімат Туриці | Клімат Туриці |
| Показник                | Січ.          | Лют.          | Бер.          | Квіт.         | Трав.         | Черв.         | Лип.          | Серп.         | Вер.          | Жовт.         | Лист.         | Груд.         | Рік           |
| Середній максимум, °C   | 0,0           | 2,0           | 7,9           | 14,9          | 20,0          | 22,9          | 24,8          | 24,2          | 20,2          | 14,7          | 7,3           | 2,2           | 13,4          |
| Середня температура, °C | −3,3          | −1,4          | 3,6           | 9,6           | 14,4          | 17,4          | 19,2          | 18,6          | 14,8          | 9,7           | 4,0           | −0,5          | 8,8           |
| Середній мінімум, °C    | −6,6          | −4,7          | −0,6          | 4,4           | 8,8           | 12,0          | 13,6          | 13,0          | 9,5           | 4,8           | 0,8           | −3,2          | 4,3           |
| Норма опадів, мм        | 47            | 40            | 42            | 48            | 73            | 90            | 84            | 74            | 55            | 48            | 51            | 59            | 711           |
| ----------------------- | ------------- | ------------- | ------------- | ------------- | ------------- | ------------- | ------------- | ------------- | ------------- | ------------- | ------------- | ------------- | ------------- |
| Джерело:                |               |               |               |               |               |               |               |               |               |               |               |               |               |

## Походження назви
Віддавна слово «туриця» означало пасовисько для худоби. 
Інші відомі попередні назви села, які зустрічаються у письмових джерелах: Nagyturica, Nagy Turicza (Велика Туриця), Turyca Welká, Velika-Turica, Vel’ká  Turica, Turicza, угорськ: Nagyturjá (1903), Nagyturjaszög (1904).
Є дві легенди про походження назви села Туриця. 
У першій розповідається про те, що в долині між двома річками водилося багато диких звірів – турів. На полювання на турів сюди приходили і великі магнати. Тому і називали цю долину - Тур’янською, а річки, з яких тури пили воду, - річка Тур’я і річка Туричка. Поселення, яке виникло на березі Турички, було названо - Туриця.
У другій легенді йде мова про те, що село заснувало четверо сильних чоловіків, силу яких порівнювали із силою диких звірів – турів. Тому тих людей і називали "турами", а їхнє поселення – Туриця.

## Історія
Перша згадка про село є в документах 1552 року. Тоді село належало Невицькій замковій домінії. 
У далекому минулому село становило декілька десяток убогих халуп, розташованих на берегах річки Турички, русло якої за геологічними даними, проходило теперішньою Центральною вулицею села. У 1567 році село оподатковане від трьох наділів. Першими переселенцями села і навколишніх сіл були переселенці із придунайської і тисянської рівнин, які тікали від   турецької навали. Вони будували свої житла на відвойованих у лісі клаптиках землі. У 1588 році — 5 господарств, що володіли двома портами землі. В останній чверті XVI ст. Туриця вважалася великим селом. На початку наступного століття населення села значно скоротилося — у 1715 році тут залишилось тільки 11 кріпацьких і 2 желярські родини. На початку XIX ст. в селі нараховувалося вже більше 50 хат.
Туриця мала попівську фару, церкву, нотаріальний уряд і корчму. У селі існувала тільки початкова школа, в якій один учитель навчав в дві зміни всіх учнів. Вчитель і директор був один — Карпинець Тиберій. Навчання велося більше угорською мовою.
12 лютого 1939 року відбулись вибори до Сойму Карпатської України, на яких абсолютну більшість голосів виборців (близько 92,4%) здобули кандидати Українського Національного Об'єднання. У селі Туриця, яке належало до округи Перечин, за УНО проголосували 416 виборців, проти — 72.

## Релігія
- Храм св. Петра і Павла (1830)

Храм належить православній громаді села Туриця (Мукачівська Єпархія Української Православної церкви).
У 1751 р. згадують дерев'яну церкву св. Петра і Павла з двома дзвонами, забезпечена всіма образами «в слабом состоянію» у Великій Туриці (нині Туриця), новозбудована і ще не освячена дерев'яна церква св. Дмитра в Малій Туриці (нині Турички) і ще одна дерев'яна церква св.Михайла (можливо, йдеться про церкву в сусідніх Лумшорах).
Теперішня церква є стрункою мурованою базилікою. Селяни згадують, що камінь на церкву брали з річки Туриці, а будували її 12 років. У кінці XIX ст. інтер'єр церкви розмалював Ф.Видра. У церкві збережено розкішний стародавній іконостас, на зворотному боці якого записано головні події стосовно обладнання храму: «Сія церьков муровати почалася: 1820 г. / посвящена: 1830 г. во время Станковича/душпастыря, кураторы: Быша инг. Виличка/Феод. Шикула Мих. и Мегела Грег. которым / да будет вечная память./Созданіе пришла в 2830 зол. иконостас устроенный 1758 г.». Пізніше текст, записаний церківником Петром Мицянкою, повідомляє, що за підтримки вірників у 1958 р. церкву розмалювали, а іконостас прикрасили під час душпастирства Щоки Дмитра. Кураторами були Іван Мулеса, Юрій Якица та Василь Мицянка. Третій текст написаний на балці кріплення іконостасу: «Сія церковь оброблена знадвору в 1987 р. / і позолочений іконостас у 1989 р. при /настоятелю свящ. Ярослав Нанинець/ куратори: Цубина Іван Вас. Герзанич / Анна Вас. Мулеса Юрій Фед. Нехай благословить їх господь на многая літа.» Дах церкви перекрили бляхою у 1982 році. На куполі церкви вказаний рік перекриття-1982.. 
- Також в селі Туриця функціонує і греко-католицький храм Св.Петра і Павла (2015)[5], який належить сільській греко-католицькій громаді Мукачівської греко-католицької єпархії.

## Туристичні, цікаві місця
- Унікальною пам'яткою села є джерельце «Сячена вода», яке розташоване досить далеко в лісі Це джерельце з цілющою водою, яка лікує ревматизм, має протизапальні та омолоджувальні властивості.
- храм св. Петра і Павла (1830), який належить православній громаді села.
- храм св. Петра і Павла (2015), який належить греко-католицькій громаді села.

## Населення
За переписом населення у 1989 році у селі проживали 1127 осіб, серед них— 544 чоловіки і 583 жінки.
За даними перепису населення 2001 року у селі проживали 1098 осіб. Рідною мовою назвали:
| Мова       | Кількість осіб | Відсоток |
| ---------- | -------------- | -------- |
| українська | 1076           | 98,00%   |
| російська  | 21             | 1,91%    |
| білоруська | 1              | 0,09%    |

## Політика, місцеве самоврядування
З 2020 року село Туриця має свій старостинський округ, який входить у Тур'я-реметівську об'єднану сільську громаду. 
Староста Турицького старостинського округу - Фрайтик Мар’яна Іванівна.                                              
Голова колишньої сільської ради (до 2020 р.) — Бокшан Іван Іванович (1977 р. народження, вперше обраний у 2010 році.)  Інтереси громади представляли 16 депутатів сільської ради:
| Партія            | Кількість депутатів | Відсоток |
| ----------------- | ------------------- | -------- |
| «Партія регіонів» | 15                  | 93,75%   |
| самовисування     | 1                   | 6,25%    |

На виборах у селі Туриця працює окрема виборча дільниця, розташована в приміщенні клубу. Результати виборів по рокам:
- Парламентські вибори 2002: зареєстровано 863 виборці, явка 87,95%, найбільше голосів віддано за Блок Віктора Ющенка «Наша Україна»— 51,25%, за блок «За єдину Україну!»— 10,54%, за Комуністичну партію України— 7,91%. В одномандатному окрузі найбільше голосів отримав Ігор Кріль (Блок Віктора Ющенка «Наша Україна»)— 32,15%, за Сергія Ратушняка (самовисування)— 16,21%, за Нестора Шуфрича (Соціал-демократична партія України (об'єднана))— 11.59%[11].
- Вибори Президента України 2004 (перший тур): 730 виборців взяли участь у голосуванні, з них за Віктора Януковича— 52,82%, за Віктора Ющенка— 27,67%, за Олександра Мороза— 1.23%[12].
- Вибори Президента України 2004 (другий тур): 741 виборець взяв участь у голосуванні, з них за Віктора Януковича— 61,13%, за Віктора Ющенка— 27,80 %[13].
- Вибори Президента України 2004 (третій тур): зареєстровано 811 виборців, явка 84,96 %, з них за Віктора Ющенка— 55,88%, за Віктора Януковича— 39,04%[14].
- Парламентські вибори 2006: зареєстровано 833 виборці, явка 83,31%, найбільше голосів віддано за блок Наша Україна— 26,51%, за Партію регіонів— 25,79%, за Блок Юлії Тимошенко— 18,88%[15].
- Парламентські вибори 2007: зареєстрований 821 виборець, явка 75,03%, найбільше голосів віддано за Партію регіонів— 41,40%, за блок Наша Україна — Народна самооборона— 25,81%, за Блок Юлії Тимошенко— 22,89%[16].
- Вибори Президента України 2010 (перший тур): зареєстровано 772 виборці, явка 84,59%, найбільше голосів віддано за Віктора Януковича— 51,15%, за Юлію Тимошенко— 24,66%, за Віктора Ющенка— 7,20%[17].
- Вибори Президента України 2010 (другий тур): зареєстровано 779 виборців, явка 83,70%, з них за Юлію Тимошенко— 50,15%, за Віктора Януковича— 44,94%[18].
- Парламентські вибори 2012: зареєстровано 777 виборців, явка 82,24%, найбільше голосів віддано за Партію регіонів— 68,70%, за Всеукраїнське об'єднання «Батьківщина»— 17,06% та УДАР— 7,67%.[19] В одномандатному окрузі найбільше голосів отримав Михайло Ланьо (Партія регіонів)— 70,92%, за Олександра Кеменяша (Всеукраїнське об'єднання «Батьківщина»)— 23,38%, за Володимира Алексія (Комуністична партія України)— 2,77%[20].
- Вибори Президента України 2014: зареєстровано 769 виборців, явка 69,57%, з них за Петра Порошенка— 49,35%, за Юлію Тимошенко— 24,67%, за Олега Ляшка— 10,09%[21].
- Парламентські вибори в Україні 2014: зареєстровано 768 виборців, явка 70,05%, найбільше голосів віддано за Блок Петра Порошенка— 40,71%, за «Народний фронт»— 26,58% та Радикальну партію Олега Ляшка— 6,69%.[22] В одномандатному окрузі найбільше голосів отримав Михайло Ланьо (самовисування)— 46,65%, за Івана Кураха (Всеукраїнське об'єднання «Батьківщина») проголосували 20,45%, за Василя Канюка (самовисування)— 5,76%[23].
- Вибори Президента України 2019 (перший тур): зареєстровано 750 виборців, явка 66,00%, найбільше голосів віддано за Володимира Зеленського— 38,18%, за Юлію Тимошенко— 20,00%, за Олега Ляшка— 10,71%[24].
- Вибори Президента України 2019 (другий тур): зареєстровано 755 виборців, явка 63,71%, найбільше голосів віддано за Володимира Зеленського— 83,37%, за Петра Порошенка— 14,35%[25].